# Zdravko Birimiša
Zdravko Birimiša (Dubrovnik, 1911. − Split, 1985.) je bio hrvatski pravnik i športaš.

## Životopis
Rodio se je u Dubrovniku. U Zagrebu studirao i doktorirao pravo. Zaposlio se u Splitu kao odvjetnik. Pred rat je imao zajednički odvjetnički ured s Ivom Tartagliom, bivšim banom Primorske banovine. 
Bavio se je veslanjem i vaterpolom. Bio je športski radnik. Zdravko Birimiša i glumica Marija Danira roditelji su Mani, prve intendantice u povijesti hrvatskoga kazališta.
Bio je vizionar modernog vaterpola, čovjek ispred svog vremena. Po procjenama vaterpolskih stručnjaka Birimiša je bio jedini pravi vaterpolski znalac onog vremena, osobito u tehnici i taktici. 
Politički je bio pristaša Hrvatske seljačke stranke. Uspostavom Banovine Hrvatske, Birimiša je bio bio glavni nositelj ideje da JŠK Jadran postane HŠK Jadran, a u toj su ga zamisli podupirali Filip Bonačić, dr. Nenad Ožanić, Miro Mihovilović i ostali. Nakon žučne sjednice, u tome su uspjeli.
Kad je Rimskim ugovorima Split pao pod talijansku okupaciju, Birimiša je djelovao u ilegali. Bio je predsjednik hrvatskog Narodnoga odbora općine grada Splita u ilegali. U poraću je dvije godine bio prvi predsjednik Jadrana te prvi predsjednik splitske SOFK-e. Poslije rata branio je na sudu svog kolegu iz zajedničkog ureda Ivu Tartagliju, jer su ga jugokomunisti optužili za navodnu suradnju s okupatorom. Birimiša je iznimno dobro branio kolegu, zbog čega je poslije pao u nemilost kod ondašnjih vlasti.